# Christopher Freeman
Christopher Freeman (11 september 1921 - 16 augustus 2010) was een invloedrijk Brits econoom. Hij was hoogleraar economische politiek aan de Universiteit van Sussex en directeur van het door hem gestichte technologie- en innovatiecentrum Science Policy Research Unit (SPRU). Freeman wordt onder andere gezien als een van de belangrijkste hedendaagse theoretici van de Kondratieffgolven (ook: Kondratjevcycli) en innovatiesystemen.
Na zijn officiële emeritaat in 1986 was hij enige jaren gastonderzoeker ("Professorial Fellow") aan de Universiteit Maastricht. Voor zijn werk ontving hij talloze prijzen.

## Werken (selectie)
- 1992: The Economics of Hope, Pinter, Londen
- 1994: Work for All or Mass Unemployment (met Luc Soete), Pinter, Londen
- 1997:The Economics of Industrial Innovation, 3e herziene editie (met Luc Soete), Pinter, Londen
- 1997: La creatività scientifica nello sviluppo economico, Di Renzo Editore, Rome
- 2001: As Time Goes By: From the Industrial Revolutions to the Information Revolution (met Francisco Louça), Oxford University Press, Oxford